# Selaginella frondosa
Selaginella frondosa är en mosslummerväxtart som beskrevs av Otto Warburg. Selaginella frondosa ingår i släktet mosslumrar, och familjen mosslummerväxter.

## Underarter
Arten delas in i följande underarter:
- S. f. borneensis
- S. f. ciliata